# Манастир Селцу
Манастир Селцу је православни манастир посвећен Успењу Пресвете Богородице и према легенди основана од два брата арматоли из Арте — Нико и Апостол. Њих двојица су приказани на ктиторском натпису у источном делу цркве. Црква је једнобродна базилика светогорског типа са попречном наосном куполом, која је споља правоугаона, а изнутра округла.
Према историјским истраживањима, грађевински комплекс манастира је првобитно саграђен у 10. веку, а порушен је у великом земљотресу почетком 15. века да би био обновљен 1697. године.
Историјско место у историји модерне Грчке. Према легенди, 1804. године за време Сулиотског рата склонио је 500 жена и деце које је Али-пашин башибозук заклао, али ово је део тзв. национална митологија.
Манастир слави свој празник сваке године 23. августа.

## Види jош
- Црвена црква
- Манастир Петра
- Манастир Светe Параскевe (Викос)